# Humiliana Cerchi
Humiliana Cerchi (ur. 1219 we Florencji, zm. 19 maja 1246 tamże) – włoska tercjarka franciszkańska, mistyczka i charyzmatyczka, pustelniczka, błogosławiona Kościoła katolickiego.
Pochodziła z zamożnej i wielodzietnej florenckiej rodziny Cerchich. Wydana za mąż w wieku 15 lat za lichwiarza, po pięciu latach owdowiała. W 1240 wstąpiła do III Zakonu św. Franciszka.
Zmarła w młodym wieku mając 27 lat zamknięta, na własną prośbę, w wieży posiadłości Cerchich we Florencji. Pochowano ją w miejscowym kościele Świętego Krzyża.
W 1694 roku jej kult został zatwierdzony przez papieża Innocentego XII, jako błogosławionej.
Wspomnienie liturgiczne bł. Humiliany obchodzone jest 19 maja.